# Магистральный параллельный интерфейс
Магистральный параллельный интерфейс (МПИ) — стандарт, определяющий набор линий и процедуры обмена процессора и периферийных модулей внутри ЭВМ с применением совмещенной (мультиплексной) шины адреса и данных. Стандарт предусматривает скорость обмена до 5,6 Мбайт/с при разрядности передаваемых данных 8 или 16 бит и разрядности адреса от 16 до 24 бит и был ориентирован на использование в системах малой и средней производительности. Требования стандарта изложены в ОСТ 11.305.903-80 и ГОСТ 26765.51-86.
Стандарт не определяет физической реализации интерфейса.

## Принцип работы
Связь между двумя устройствами, подключенными к интерфейсу, осуществляется по принципу «управляющий (активный) — управляемый (пассивный)». В каждый момент времени только одно устройство является активным. Активное устройство управляет циклами обращения, при необходимости обслуживает прерывания и осуществляет арбитраж.
Связь между устройствами является замкнутой и асинхронной. В ответ на обращение пассивное устройство выставляет специальный сигнал, означающий, что пассивное устройство присутствует и готово осуществлять дальнейший обмен. Если в течение 10 мкс ответ не получен, происходит прерывание специального вида. Таким образом, процесс обмена между устройствами не зависит от времени ответа (в пределах 10 мкс) или длины канала. Отсутствие или неисправность пассивного устройства может быть легко определена при отсутствии ответа.

## Реализации

### Электроника 60
Системный канал МикроЭВМ (магистральный интерфейс) «Электроника 60» по ОСТ 11.305.903-80 является упрощённым вариантом интерфейса типа «Общая шина» (ГОСТ 26765.51-86), к которому подключаются устройства микроЭВМ — центральные процессоры, запоминающие устройства, периферийные устройства. Физически представляет собой унифицированную магистраль, по 33÷42 линиям которой осуществляется передача информации комплекса. Использование единого унифицированного интерфейса, имеющий общий для всех устройств комплекса алгоритм связи, позволяет унифицировать всю аппаратуру сопряжения.
По электрическим и функциональным характеристикам реализация МПИ в «Электронике-60» аналогична шине Q-Bus/LSI-Bus фирмы DEC. Механически незначительно отличается от Q-Bus: у Q-Bus расстояние между контактами 3,175 мм (что составляет 1/8 дюйма), а у МПИ — 3 мм. Также не совпадает нумерация контактов. Подобно Q-Bus, допускалось расширение адреса до 18 и 22 разрядов, что позволяло адресовать до 4 Мб памяти в максимальной конфигурации. Применялся разъем РППМ16х72. Из-за значительного содержания золота на контактах (около 4 граммов) практически все выпущенные изделия были утилизированы.

### ДВК

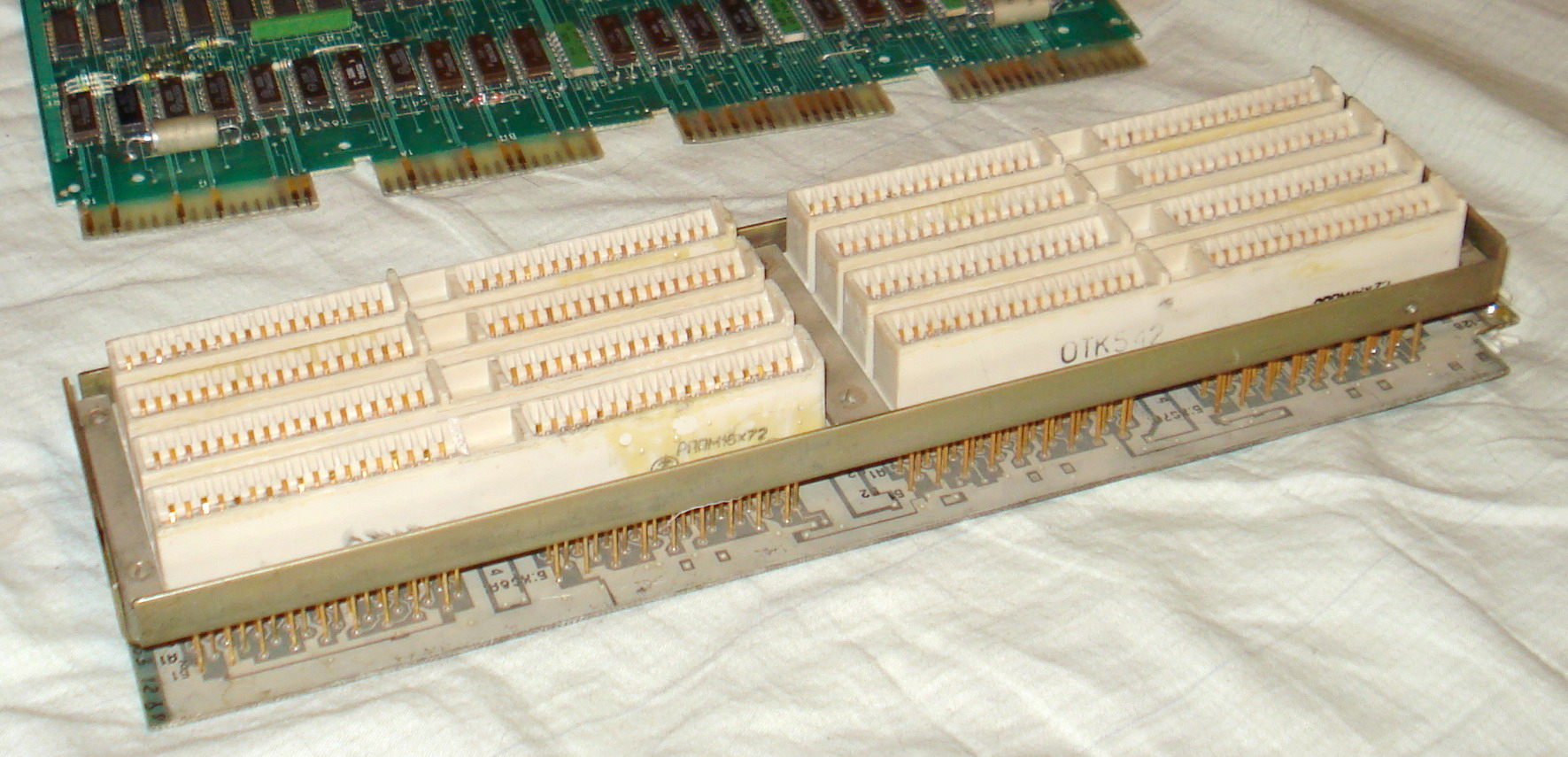
Объединительная панель («корзина») ДВК

Компьютеры ДВК строились на базе микропроцессоров серии К1801, которые в качестве системной шины использовали набор сигналов, очень близкий к МПИ, что значительно упрощало конструкцию. Для связи модулей в ДВК применялся интерфейс МПИ, механически и электрически совместимый с реализацией в Электроника 60, но с увеличенным по высоте между платами расстоянием.

### СМ-1425

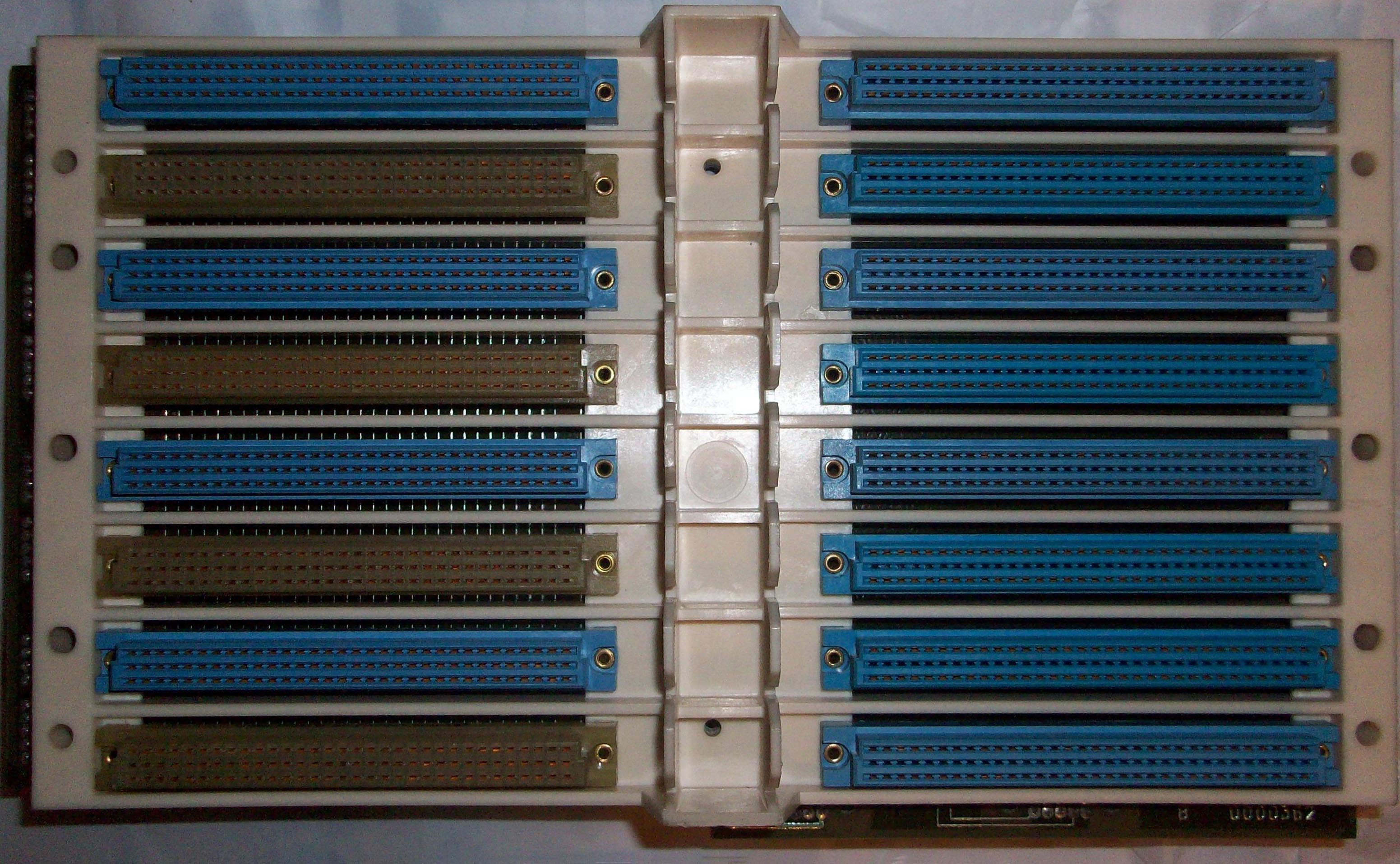
Шина СМ-1425

В СМ-1425 применяется шина, функционально и электрически совпадающая с Q-Bus, но механически выполненная на разъемах СНП59-96Р. Процессор и модули ввода-вывода выполнены в виде блоков (БЭ — блоки элементов), которые имеют размер Eurocard 220×233,4 мм.

### БК

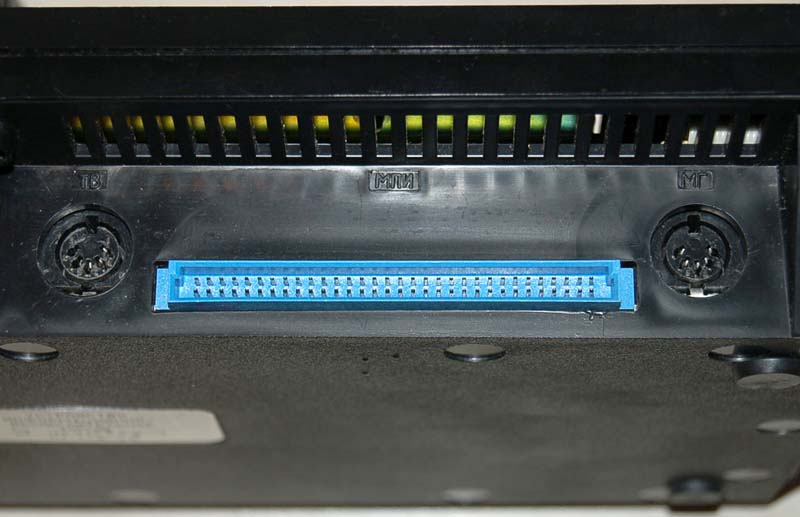
Коннектор МПИ на БК-0010

Компьютер БК-0010/БК-0011М имел системный интерфейс, подобный МПИ, но содержащий неполный набор сигналов и выведенный на разъем СНП58-64/94x9В-23-2-В (вилка). Шина не буферизирована и имеет малую нагрузочную способность.
Помимо сигналов МПИ на тот же разъём выведены некоторые специфичные для БК сигналы.

### УКНЦ

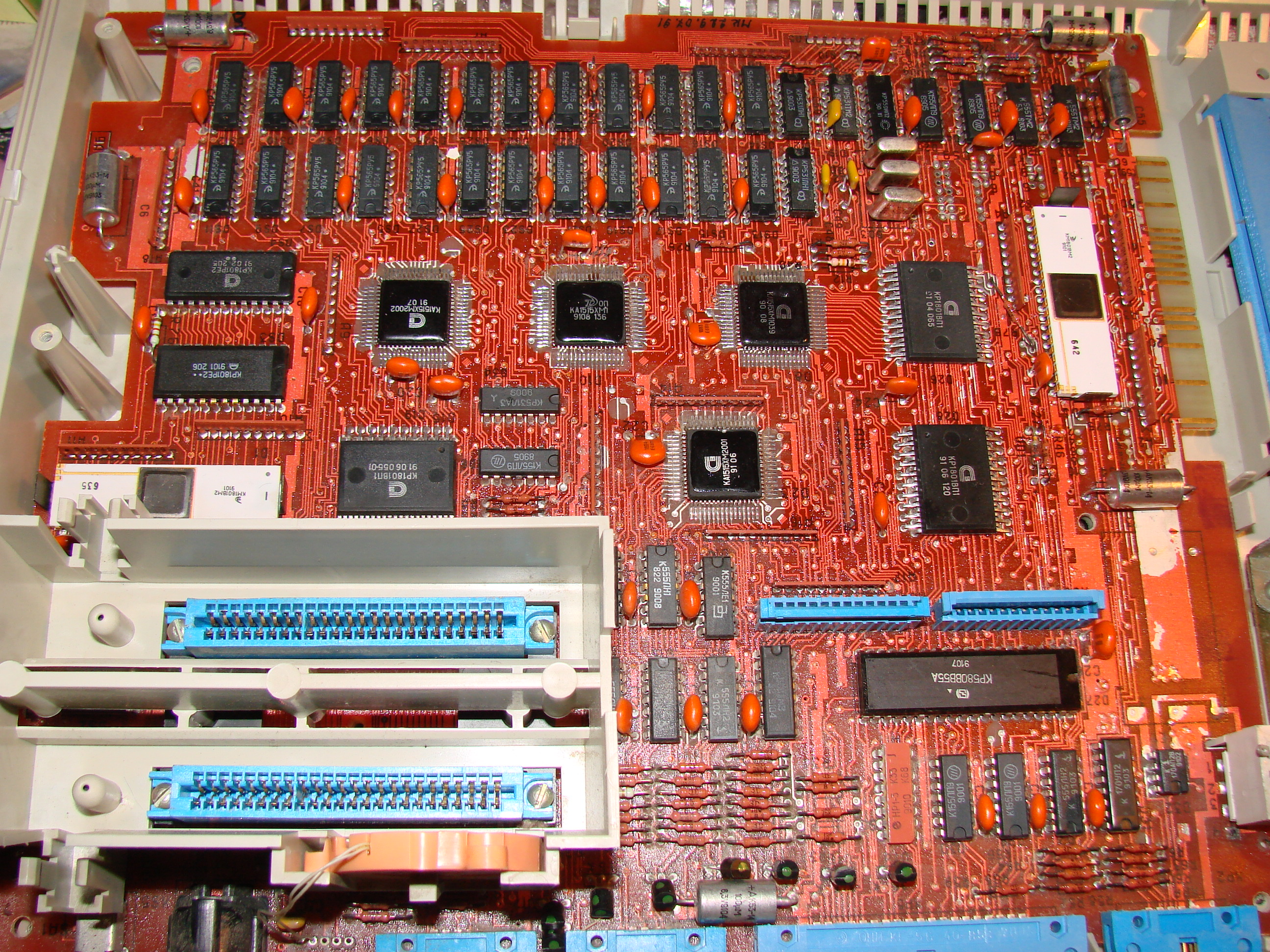
Плата УКНЦ. Слева внизу — разъёмы МПИ ПП, справа вверху — разъём МПИ ЦП.

В компьютере УКНЦ для подсоединения модулей расширения к Центральному и Периферийному процессорам (ЦП и ПП соответственно) также использовался интерфейс, логически и электрически подобный МПИ, но механически несовместимый с ДВК и БК. Для подключения модулей к ПП применялся разъем СНП15-48/80х10Р-19-2. Для подключения устройств к шине ЦП применялся краевой печатный 60-выводный соединитель, на который устанавливался переходник-удлинитель из двух разъемов ОНП-НГ-57-60/100,5х11,2-Р50.

### Электроника С5
Компьютеры Электроника С5, начиная с Электроника С5-21, используют МПИ в качестве шины для связи с внешними устройствами. Модель Электроника С5-21 имеет два раздельных канала МПИ : один для связи с локальными устройствами, второй — для организации межмашинной связи и подключения разделяемых внешних устройств при организации многомашинных комплексов. Разъем — ГРПМШ-1-61.

### Микросхемы
Электронная промышленность СССР выпускала несколько разновидностей микросхем с интерфейсом МПИ:
- Различные контроллеры на основе БМК КР1801ВП1, К1806ХМ1 и К1515ХМ1. Например, КР1801ВП1-035 — контроллер последовательного интерфейса.
- КР1801РЕ2 — масочное ПЗУ 4К×16 бит
- К1801РР1 — программируемое ПЗУ с электрическим стиранием 4К×16 бит
- К1809РЕ1 — масочное ПЗУ 4К×16 бит
- К588РЕ1 — масочное ПЗУ 4К×16 бит
- К573РФ3 — программируемое ПЗУ с УФ стиранием
- КР537РУ11 — ОЗУ емкостью 256×16 бит
- К1809РУ1 — ОЗУ емкостью 1К×16 бит

## Назначение контактов
Физическая реализация (тип разъема и нагрузочные характеристики) может различаться в различных устройствах. Функционально сигналы делятся на сигналы передачи адреса/данных, сигналы арбитража приоритета и сигналы управления состоянием системы. Минимальный набор включает в себя только 16 сигналов передачи адреса/данных несколько сигналов управления.
| Международное                         | Старое     | Новое      | Назначение                                                                             |
| ------------------------------------- | ---------- | ---------- | -------------------------------------------------------------------------------------- |
| Сигналы передачи адреса и данных      |            |            |                                                                                        |
| DAL15..DAL00                          | АД15..АД00 | АД15..АД00 | Адрес-данные                                                                           |
| SYNC                                  | СИА        | ОБМ        | Синхронизация активного устройства                                                     |
| RPLY                                  | СИП        | ОТВ        | Синхронизация (ответ) пассивного устройства                                            |
| DIN                                   | ВВОД       | ДЧТ        | Ввод (чтение) данных                                                                   |
| DOUT                                  | ВЫВОД      | ДЗП        | Вывод (запись) данных                                                                  |
| WTBT                                  | БАЙТ       | ПЗП        | Выбор (признак записи) байта                                                           |
| BS7                                   | ВН ВВ      | ВУ         | Выбор внешнего устройства (внутренний ввод)                                            |
| REG                                   | РГН        | РГН        | Индикация возможности передачи следующего слова при блочном обмене. Регенерация памяти |
| Сигналы арбитража приоритета          |            |            |                                                                                        |
| IRQ                                   | ТПР        | ЗПР        | Требование (запрос) прерывания                                                         |
| IAKN                                  | ППР        | ПРР        | Предоставление (разрешение) прерываний                                                 |
| EVNT                                  | ПРТ        | ПВС        | Прерывание по таймеру (по внешнему событию)                                            |
| DMR                                   | ТПД        | ЗМ         | Требование прямого доступа (запрос магитрали)                                          |
| DMGO                                  | ППД        | РЗМ        | Предоставление прямого доступа (разрешение захвата магистрали)                         |
| SACK                                  | ПВ         | ПЗ         | Подтверждение выборки (запроса) системного канала (магистрали)                         |
| Сигналы управления состоянием системы |            |            |                                                                                        |
| INIT                                  | СБРОС      | УСТ        | Начальная установка                                                                    |
| HALT                                  | ОСТ        | ОСТ        | Останов                                                                                |
| POK                                   | ПИТН       | АСП        | Сетевое питание нормальное (Авария сетевого питания)                                   |
| DCOK                                  | ПОСТН      | АИП        | Постоянное напряжение нормальное (Авария источника питания)                            |

Полное название сигнала на шине включает в себя литеру B (Bus) для международного обозначения или литеру К (Канал) для русского. Последняя литера означала активный уровень, большинство сигналов передаётся в инверсной TTL логике, поэтому в конце добавляется литера L (Low) для международного обозначения или литера Н (Низкий) для русского. Для сигналов в обычной ТТЛ логике обозначения соответственно H (High) и В (Высокий). Например, полное обозначение сигнала на шине: B HALT L или К ОСТ Н